# チョン・ウンイン
チョン・ウンイン（朝: 정웅인、鄭雄仁、1971年1月20日 - ）は韓国の俳優。ソウル芸術大学出身。PAエンターテインメント所属。

## 略歴
2013年にテレビドラマ『君の声が聞こえる』で悪役ミン・ジュングクを熱演し視聴者に強いインパクトを与え、その台詞は韓国内で流行語となった。同年「韓国ドラマ大賞（KDA）」で最優秀男優賞受賞。悪役俳優としても幅を広げていく。
私生活では2006年に結婚し、3人の娘がいる。
娘とは共にバラエティ番組『僕らの日曜の夜－パパ！どこ行くの？2』や、CMに出演しているほか、妻のInstagramでは家族と過ごす様子を垣間見ることができる。
PIエンターテインメント、JUSTエンターテインメントなどへの所属を経て、2024年10月よりPAエンターテインメントに所属。

## 出演

### 映画
- actress アクトレス～官能のリハーサル（1995年）[16]
- 北京飯店（1999年）[17]
- 反則王（2000年） - ドゥシク 役[18]
- マイ・ボス マイ・ヒーロー（2001年） - サンドゥ 役[19]
- キム・レウォンの 引越し大作戦（2002年）[20]
- 輪廻 リ・インカーネーション（2004年）[21]
- 非日常的な彼女（2004年） - パパ / チョルス 役[22]
- マジシャンズ（2005年） - ジェソン 役[23]
- マイ・ボス マイ・ヒーロー2 リターンズ（2006年）[24]
- フィスト・オブ・レジェンド（2013年）[25]
- 家門の災難（2011年）[26]
- ベテラン（2015年） - ペ運転手 役[27]
- 時間離脱者（2016年）[28]
- 監獄の首領（2017年） - カン所長 役[29]
- 最も普通の恋愛（2019年） - グァンス 役 [30]
- 子供のための子供（2021年） - スンウォン 役[31]
- 炎上ドライブ（2025年） - ナ・ジンス局長 役[32]

### テレビドラマ
- クッキ 〜菊熙〜（1999年） - キム・サンフン 役[33]
- 俺たち三人組（2000年）[34]
- 洪國榮 －ホン・グギョン－（2001年）[35]
- イヴの反乱（2006年） - チョン・ソク 役[36]
- ラスト・スキャンダル（2008年） - チャン・ドンファ 役[37]
- 善徳女王（2009年） - ミセン 役[38]
- コーヒーハウス（2010年）[39]
- 百済の王 クンチョゴワン - ウィ・ビラン 役
- 烏鵲橋（オジャッキョ）の兄弟たち（2011年） - ファン・テシク 役[40]
- アモーレ・ミオ（2012年）[41]
- SOS～私たちの学校を助けて！（2012年） - キム・ウンソプ[42]
- Happy! ローズデー（2013年） - チャヌ 役[43]
- 君の声が聞こえる（2013年） - ミン・ジュングク 役[44]
- 奇皇后 〜ふたつの愛 涙の誓い〜（2013年） - ヨム・ビョンス 役[45]
- ラブインメモリー パパのノート（2014年） - ヒョンス 役[46]
- 果てしない愛（2014年）[47]
- ピノキオ（2014年） - ミン・ジュングク 役[48]
- ヨンパリ（2015年） - イ科長 役[49]
- 波瀾万丈嫁バトル（2015年） - ペク・キボム  役[50]
- 華政（2015年） - イ・イチョム 役[51]
- 甘く殺伐としたファミリー（2015年）[52]
- モンスター その愛と復讐（2016年） - ムン・テグァン 役[53]
- 刑務所のルールブック（2017年） - ペン・セウン 役[54]
- 猟奇的な彼女（2017年） - チョン・ギジュン 役[55]
- 復讐の女神（2018年） - ハン・テギュ 役[56]
- 別れが去った～マイ・プレシャス・ワン～（2018年） - チョン・スチョル 役[57][58]
- 99億の女（2019年） - ホン・インピョ 役[59]
- スイッチ～君と世界を変える～（2018年） - クム・テウン 役[60]
- 補佐官（2019年）  - オ・ウォンシク 役[61]
- 熱血弁護士 パク・テヨン 飛べ、小川の竜（2020年） - チャン・ユンソク 役[62][63]
- IDOL:THE COUP D'ETAT（2021年）[64]
- バラマンション（2022年）[65]
- 昼に昇る月（2023年） - ソク・チョルハン 役[66]
- ナンバーズ ビルの森の監視者たち（2023年） - イ・スンジュ 役[67]
- 良くも、悪くも、だって母親（2023年） - オ・テス 役[68]
- 青春ウォルダム（2023年） - チョ・ウォンボ 役[69]
- 家いっぱいの愛（2024年）  - ナム・チウル 役[70][71]

### 配信ドラマ
- ソウル・バイブス（2022年、Netflix）[72]
- パチンコ - Pachinko（2022年、Apple TV+） - ハンスの父親 役[73]
- カジノ（2022年、Disney+ Star）[74]

## 受賞歴
2011年
- KBS演技大賞 最優秀助演男優賞（『烏駸橋』）

2013年
- 韓国ドラマ大賞 最優秀男優賞（『君の声が聞こえる』）
- APANスターアワード 男優演技賞（『君の声が聞こえる』）
- SBS演技大賞 ミニシリーズ男優特別賞（『君の声が聞こえる』）

2014年
- MBC演技大賞 PD賞（『パパ、どこ行くの？』）
- SBS演技大賞 連続ドラマの男優特別賞（『果てしない愛』）

2018年
- SBS演技大賞 日刊・週末ドラマ部門優秀男優賞（『復讐の女神』）

2019年
- KBS演技大賞 ミニシリーズ部門最優秀助演男優賞（『99億の女』）